# Olympische Winterspelen 2006
De XXe Olympische Winterspelen werden gehouden in Turijn, Italië van 10 tot en met 26 februari 2006. Het waren de tweede Winterspelen in Italië, na die van Cortina d'Ampezzo in 1956.
De Spelen werden in 1999 toegewezen aan Turijn, na een vernieuwde selectieprocedure. Dit naar aanleiding van de fraude die gepleegd zou zijn bij de toewijzing van de vorige Winterspelen aan Salt Lake City. De IOC-leden mochten de kandidaat-steden niet meer bezoeken, maar er was een speciale commissie die een voorselectie maakte en rapport uitbracht over de steden. De kandidaten die in die voorselectie al afvielen waren Helsinki, Poprad, Zakopane en Klagenfurt. In de uiteindelijke stemming versloeg Turijn de enig overgebleven kandidaat, het Zwitserse Sion.

## Accommodaties
De Spelen vonden eigenlijk op twee verschillende locaties plaats. Alle ijssporten en de openings- en sluitingsceremonie vonden in en direct rondom Turijn plaats. De metro van Turijn was hiervoor aangelegd. De overige sporten vonden plaats in de omgeving van Sestriere, in de bergen ten westen van Turijn (op ongeveer anderhalf uur rijden). Daarom waren er meerdere olympische dorpen om de atleten te huisvesten, zowel in Turijn als in de bergen.

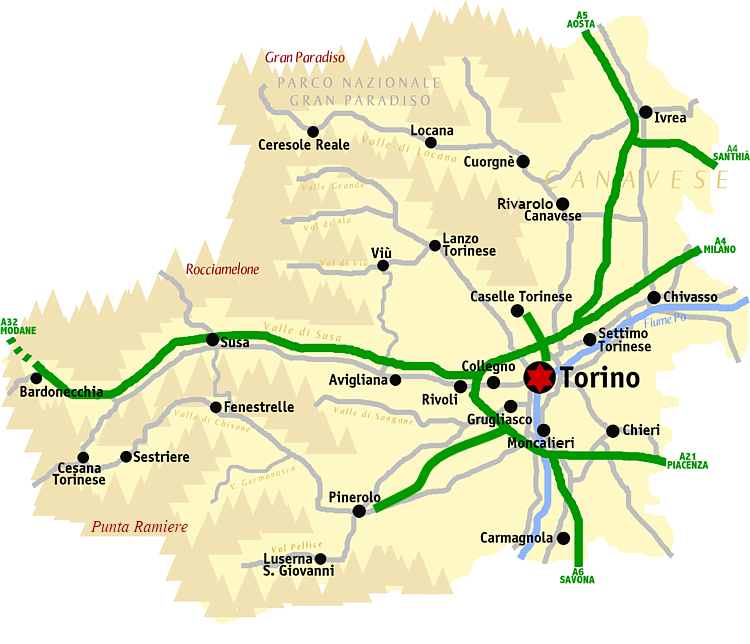
Kaart van Turijn en omgeving

| plaats                              | accommodatie                       | informatie |
| ----------------------------------- | ---------------------------------- | ---------- |
| Turijn                              |                                    |            |
| Medal Plaza                         | medaille-uitreiking                |            |
| Olympisch dorp                      | onderkomen atleten                 |            |
| Olympisch Stadion                   | openings- en sluitingsceremonie    |            |
| Oval Lingotto                       | schaatsen                          |            |
| Palasport Olimpico                  | ijshockey                          |            |
| Palavela                            | shorttrack, kunstrijden            |            |
| Torino Esposizioni                  | ijshockey                          |            |
| Bardonecchia                        |                                    |            |
| Melezet                             | snowboarden                        |            |
| Olympisch dorp                      | onderkomen atleten                 |            |
| Cesana Torinese                     |                                    |            |
| Cesana San Sicario                  | biatlon                            |            |
| Cesana Pariol                       | bobsleeën, rodelen, skeleton       |            |
| San Sicario Fraiteve                | alpineskiën                        |            |
| Pinerolo                            |                                    |            |
| Palazzo Polifunzionale del Ghiaccio | curling                            |            |
| Pragelato                           |                                    |            |
| Pradzalà                            | schansspringen, noordse combinatie |            |
| Pragelato Plan                      | langlaufen, noordse combinatie     |            |
| Sauze d'Oulx                        |                                    |            |
| Jouvenceaux                         | freestyleskiën                     |            |
| Sestriere                           |                                    |            |
| Olympisch dorp                      | onderkomen atleten                 |            |
| Sestriere Borgata                   | alpineskiën                        |            |
| Sestriere Colle                     | alpineskiën                        |            |

## Openingsceremonie

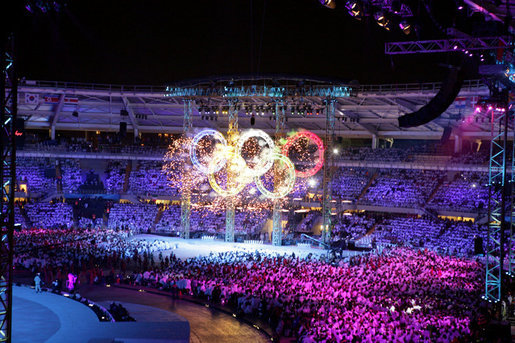
Openingsceremonie

De openingsceremonie werd gehouden op 10 februari van 20:00 (ECT) tot en met 23:00 (ECT) in het Olympisch Stadion. Diverse beroemdheden hadden hun aandeel. Zo mochten onder anderen Sophia Loren, Susan Sarandon, Maria Mutola en Manuela Di Centa de olympische vlag het stadion inbrengen. Ook Yoko Ono en Eva Herzigová hadden ieder hun aandeel. De kostuums die tijdens de show gebruikt werden, zijn ontworpen door Giorgio Armani. Miss Italië Edelfa Chiara Masciotta ging de Italiaanse olympische Ploeg vooraf met een bordje waarop de naam van het land stond geschreven.
De avond begon met de negenjarige Eleonora Benetti die het Italiaans volkslied ten gehore bracht. Later zong Peter Gabriel zijn versie van John Lennons Imagine. Giorgio Rocca legde de olympische eed af namens alle sporters.
Als eerste atleet kwam de Griek Eleftherios Fafalis het stadion binnengelopen als vlaggendrager van het land dat traditiegetrouw de atletenstoet begint. Kevin Van der Perren droeg de vlag van België, terwijl schaatsster Martina Sáblíková de vlag van Tsjechië in haar handen had. Overige aansprekende vlaggendragers waren Yang Yang (A) (China), Janica Kostelić (Kroatië), Kati Wilhelm (Duitsland), Joji Kato (Japan), Jan Bos (Nederland), Dmitri Dorofejev (Rusland), Chris Witty (Verenigde Staten), Anja Pärson (Zweden), Philipp Schoch, (Zwitserland) en Carolina Kostner (Italië).
De olympische vlam werd binnengedragen door Alberto Tomba, die de fakkel overgaf aan het Italiaanse langlaufteam dat in Lillehammer 1994 goud won, bestaande uit Silvio Fauner, Marco Albarello, Maurilio De Zolt en Giorgio Vanzetta. Vervolgens kwam de vlam via Pierro Gros en Deborah Compagnoni terecht bij Stefania Belmondo. Belmondo ontstak het olympisch vuur, waarna de vlam op spectaculaire wijze begon te branden in de 57 meter hoge toren.
Afsluitend zong de Italiaanse tenor Luciano Pavarotti de bekendste aria van Giacomo Puccini, namelijk "Nessun Dorma" (Niemand Slaapt) uit de opera Turandot, nadat het grootste gordijn ter wereld hem zichtbaar had gemaakt voor de aanwezigen en de miljoenen kijkers over de gehele wereld.

## Hoogtepunten
11 februari : De allereerste gouden medaille werd gewonnen door biatleet Michael Greis, die hiermee de koning van de Olympische Winterspelen 2002 Ole Einar Bjørndalen direct aftroefde. De Spelen zouden gedurende het toernooi steeds succesvoller worden voor Greis, die uiteindelijk met drie gouden medailles naar huis ging. Schaatser Chad Hedrick deed al vroeg van zich spreken door de 5000 meter te winnen voor Sven Kramer die voor de eerste Nederlandse medaille zorgde.

12 februari : Antoine Dénériaz wint het koningsnummer bij het alpineskiën. Op de afdaling verrast hij alle 29 voor hem gestarte favorieten met een ruim verschil. Rodelaar Armin Zöggeler zorgt voor het eerste goud voor Italië. De Nederlandse schaatssters Ireen Wüst en Renate Groenewold slaan een dubbelslag op de 3000 meter en eisen het goud en het zilver op.

13 februari : Het kunstrijdpaar Zhang/Zhang wint de zilveren medaille ondanks een onderbreking van enkele minuten en een blessure na een val. Joey Cheek overklast alle concurrenten op de kortste schaatsafstand door als enige tot tweemaal toe onder de 35 seconden te rijden.

14 februari : De Duitse rodelaarsters zorgen voor de eerste sweep van de Spelen door het goud, zilver en brons binnen te slepen. Svetlana Zjoerova wint na de sprint wereldtitel ook olympisch goud op de 500 meter schaatsen.

15 februari : Het ijshockeytoernooi voor de mannen begint met twee verrassingen. Slowakije verslaat Rusland, terwijl de Verenigde Staten gelijk spelen tegen Letland. Michaela Dorfmeister wint de afdaling voor vrouwen en wint de eerste van haar uiteindelijk twee gouden medailles.

16 februari : Langlaufster Kristina Šmigun is de eerste die twee gouden medailles weet te winnen. Jevgeni Pljoesjtsjenko wint de titel bij het kunstrijden voor mannen met het grootste verschil aller tijden. Duitsland en Italië worden de eerste olympische kampioenen op de ploegenachtervolging voor schaatsers. Het goud voor de Duitse dames betekent voor Claudia Pechstein de vijfde olympische titel.

17 februari : Andrus Veerpalu zorgt voor de derde gouden medaille voor Estland in het langlaufen en verdedigt daarmee zijn olympische titel. Snowboardster Lindsey Jacobellis verspeelt haar gouden medaille door tijdens de laatste sprong op weg naar de finish een truc uit te halen, waardoor Tanja Frieden olympisch kampioen wordt.

18 februari : Kjetil André Aamodt wint de Super G, verovert zijn achtste olympische medaille en gaat daarmee de geschiedenis in als de succesvolste olympische alpineskiër aller tijden. Kati Wilhelm heerst van start tot finish over de overige deelneemsters op de 10 kilometer achtervolging in het biatlon. Ahn Hyun-soo verslaat Apolo Anton Ohno in een rechtstreeks duel en wint zijn tweede goud van de Spelen.

19 februari : De Italiaanse estafetteploeg wint in het langlaufen. De voortdurende strijd uit het verleden met Noorwegen bleef uit, Duitsland kwam het dichtst bij de Italianen en won daarmee zilver. Marianne Timmer wint acht jaar na haar laatste olympische titel opnieuw olympisch goud door op de 1000 meter verrassend de winnende tijd te klokken.

20 februari : Tatjana Navka wint met haar partner Roman Kostomarov het goud in het ijsdansen voor Tanith Belbin en Benjamin Agosto. De Canadese dames ijshockeyploeg verslaat de verrassende finalist Zweden en wint het goud. Oostenrijk wint overtuigend de landenwedstrijd bij het schansspringen.

21 februari : Enrico Fabris wint zijn tweede gouden medaille en daarmee tevens het koningsnummer in het schaatsen, de 1500 meter. Hij verslaat de favoriete Amerikanen Shani Davis en Chad Hedrick. De Duitse heren estafetteploeg verovert het goud in het biatlon.

22 februari : Anja Pärson wint de slalom bij de dames en verovert de eerste gouden medaille in haar carrière. De Canadese Chandra Crawford verrast de gevestigde orde op de langlaufsprint door voortdurend aan te vallen. De broers Philipp Schoch en Simon Schoch bereiken samen de finale in het snowboarden en winnen daarmee goud en zilver.

23 februari : De Zweedse curlingdames verslaan Zwitserland in de finale met 7-6. Zij bereikten deze score pas nadat er een extra end was gespeeld. Shizuka Arakawa wint verrassend de dameswedstrijd bij het kunstrijden, nadat haar concurrentes Sasha Cohen en Irina Sloetskaja vielen.

24 februari : Kateřina Neumannová wint haar eerste gouden medaille ooit, door op de 30 kilometer langlaufen als eerste aan te komen. Ze had slechts 1,4 seconden voorsprong op Julija Tchepalova. De Canadese mannen winnen voor het eerst in de geschiedenis van de Spelen het olympisch curlinggoud. Bob de Jong zet al vroeg een scherpe tijd neer op de 10 kilometer. Uiteindelijk blijkt de tijd zelfs de winnende.

25 februari : Benjamin Raich verovert zijn tweede gouden medaille tijdens de slalom die gekenmerkt werd door de ruim veertig valpartijen en diskwalificaties. Hyun-Soo Ahn wint op de slotdag van het shorttrack nog eens goud en brons en wordt daarmee de succesvolste atleet van de Spelen.

26 februari : De 50 kilometer langlaufen wordt met een miniem verschil gewonnen door de Italiaan Giorgio Di Centa die daarmee zijn tweede goud verovert. Hij werd uiteindelijk gehuldigd tijdens de spectaculaire sluitingsceremonie. Het Zweedse ijshockeyteam verslaat Finland in een zinderende en voortdurend in beweging zijnde finale met 3-2. In de slotminuut kreeg Finland nog vier kansen op de gelijkmaker.

## Dieptepunten
Ondanks het feit dat er zich niet veel dieptepunten voordeden, passeerden er toch een aantal incidenten de revue. Het grootste dieptepunt van de Spelen was de Russische biatlete Olga Pyljova die werd betrapt op het gebruik van carfedon. Ze werd direct uit de uitslag geschrapt en geschorst voor twee jaar en de rest van de Spelen. Ook moest ze haar zilveren medaille die ze behaald had weer inleveren.
Een ander incident dat een groot aandeel gedurende het verloop van de Spelen had was het vermeende dopinggebruik in de Oostenrijkse selectie voor het biatlon. De vanwege met doping in contact gebrachte en daardoor geschorste coach Walter Mayer, bleek in hetzelfde appartement aanwezig te zijn als de Oostenrijkse biatleten. Hierop besloot het IOC samen met de Italiaanse politie een inval te doen. Zowel Mayer als twee atleten (Wolfgang Perner en Wolfgang Rottman) vluchtten naar Oostenrijk. De atleten kregen een schorsing opgelegd voor de rest van de Spelen en tevens voor de Olympische Winterspelen 2010 in Vancouver. Mayer liet zich opnemen in een kliniek, nadat hij voor een tweede maal op de vlucht ging voor de politie. Uiteindelijk bleken alle monsters van de in beslag genomen Oostenrijkse middelen negatief.
Vooraf aan het toernooi mochten vijftien langlaufers niet starten aangezien zij een te hoge hematocrietwaarde hadden. De lopers kregen allen een startverbod van vijf dagen opgelegd. Gedurende de Spelen mochten zij allen weer deelnemen, al duurden de startverboden voor de een langer dan voor de ander, van doping was volgens het IOC echter geen sprake.
Op het sportieve vlak sprak de zilveren medaille van het duo Zhang/Zhang in het paarrijden tot de verbeelding. Nadat het paar een unieke sprong uitprobeerde, die mislukte kwam Dan Zhang verkeerd terecht, waardoor ze geblesseerd het ijs afgedragen moest worden door haar partner. Na een onderbreking van 2 minuten keerde ze echter terug op het ijs en ze vervolgden hun kür. Na afloop van de kür resulteerde hun score tot hun eigen verbazing en dat van vele volgers in de zilveren medaille. Ondanks de vele vraagtekens kreeg het voorval geen staartje.
In december 2009 zond de NOS een reportage uit over een omkopingsschandaal rond Gretha Smit. Dankzij een tegenvallende prestatie op de 3000 meter, verloor Nederland een startplek op de 5000 meter schaatsen bij de vrouwen. Kanshebster op edelmetaal Smit viel hierdoor buiten de boot. Het leidde tot ruzie in de ploeg om een startplek, en het polsen van meerdere buitenlandse deelneemsters of ze hun startplek wilden afstaan. De Poolse Katarzyna Wójcicka werd drie keer vergeefs gevraagd om zich terug te trekken en zou daarvoor €50.000,- en een auto krijgen. De door NOC*NSF en KNSB ingestelde commissie Loorbach achtte drie pogingen tot omkoping bewezen en oordeelde dat meerdere coaches op de hoogte waren en het voortouw namen. Ingrid Paul en Ab Krook werden met name genoemd. Paul had via een gesprek in het Holland Heineken House €40.000 geboden aan Wójcicka. Smit had later een briefje met daarop het verhoogde bod aan Wójcicka persoonlijk doorgegeven in een opwarmruimte. De bonden namen sancties tegen Paul en Smit op het gebied van licenties en samenwerking. Krook was inmiddels met pensioen.

## Belgische prestaties

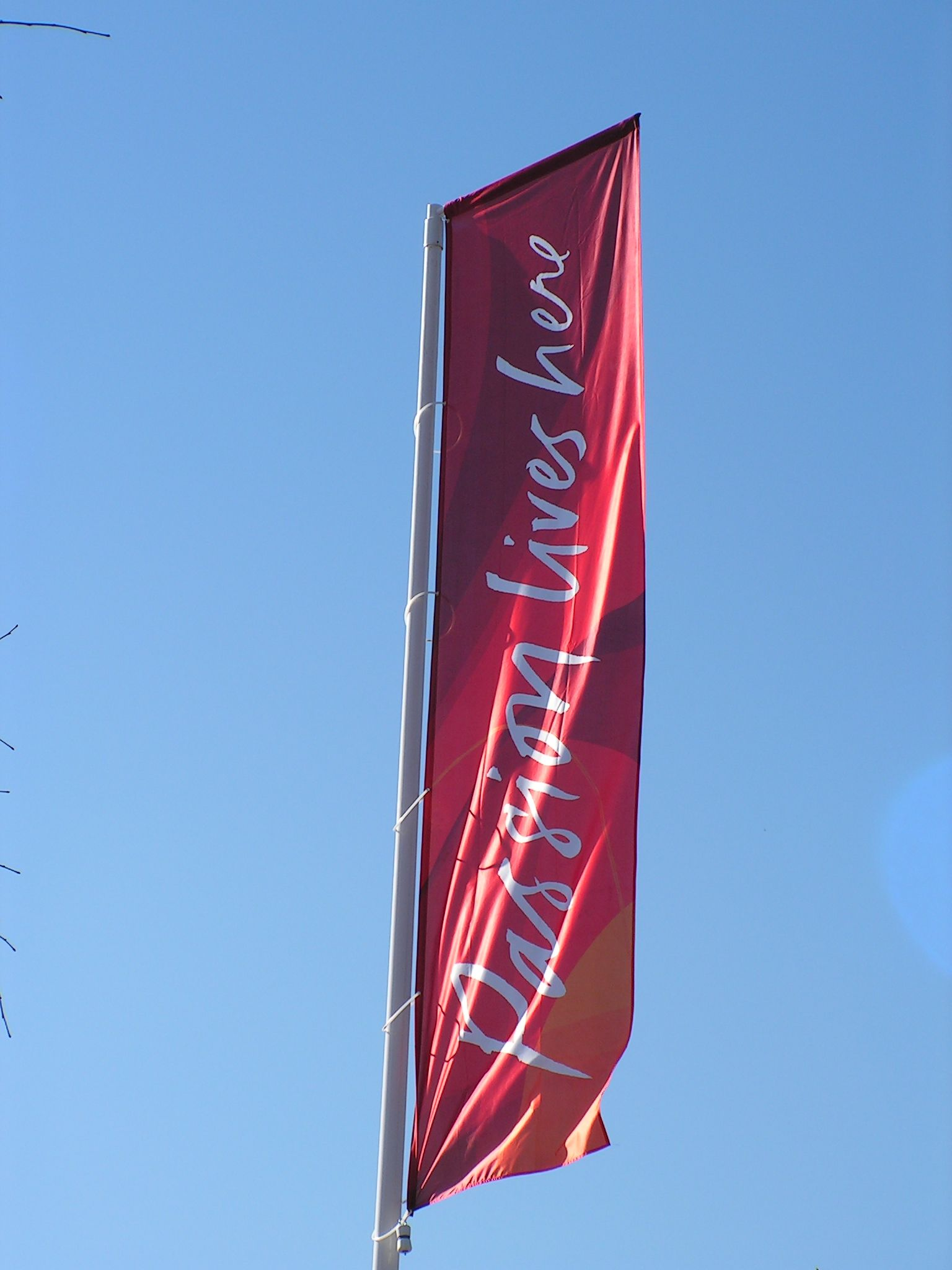
Turijns motto: Passion lives here

- Op de eerste dag van het schaatstoernooi reed Bart Veldkamp een degelijke 5000 meter. In de eerste rit kwam hij tot 6:32,02 waarmee hij 13e werd. Met dat resultaat plaatste hij zich voor de 10.000 meter.
- Wim De Deyne werd op de tweede dag bij de 1500 meter shorttrack in de voorronde gediskwalificeerd na een foutieve inhaalpoging. Pieter Gysel wist zich wel voor de halve finale te plaatsen, daarin streed hij samen met onder anderen Apolo Anton Ohno en Cees Juffermans om een finaleplaats. Nadat Ohno was gevallen stegen de kansen, maar nadat Gysel Juffermans aantikte werd ook Gysel gediskwalificeerd.
- Bij het kunstrijden haalde Kevin Van der Perren na een mindere korte kür revanche op de lange kür. Met een van de betere scores van de avond steeg hij naar een uitstekende 9e plaats.
- Op de 1000 meter shorttrack kwalificeerde Pieter Gysel zich voor de kwartfinale, nadat hij in zijn serie de gedeeld derde tijd neerzette samen met de Duitser Arian Nachbar. Beiden gingen hierdoor door naar de volgende ronde. In de kwartfinale eindigde hij knap tweede achter de Chinees Li JiaJun, maar voor de Japanner Satoru Terao. In de halve finale kwam hij echter in aanvaring met een andere Chinees, Ye Li, waardoor hij werd gediskwalificeerd.
- De 500 meter liepen minder succesvol voor Gysel. Hierop kwam hij niet verder dan de vierde plaats in zijn voorronde serie en kon hij zijn koffers gaan pakken. Wim De Deyne kwalificeerde zich wel voor de kwartfinale door zijn serie winnend af te sluiten. In een sterke kwartfinale met Apolo Anton Ohno en François-Louis Tremblay kon hij zich echter niet kwalificeren voor de halve eindstrijd.
- Bart Veldkamp nam afscheid van de schaatssport op olympisch niveau door op de 10.000 meter in de tweede rit in actie te komen tegen de Rus Ivan Skobrev. Veldkamp verloor de rit, maar ontving vlak voor de streep een bloemetje van zijn vader, gevolgd door een staande ovatie en een ereronde van het publiek. Zijn tijd was uiteindelijk de 14e van de 15 deelnemers. Alleen de Amerikaan Charles Ryan Leveille Cox deed het slechter.

## Nederlandse prestaties

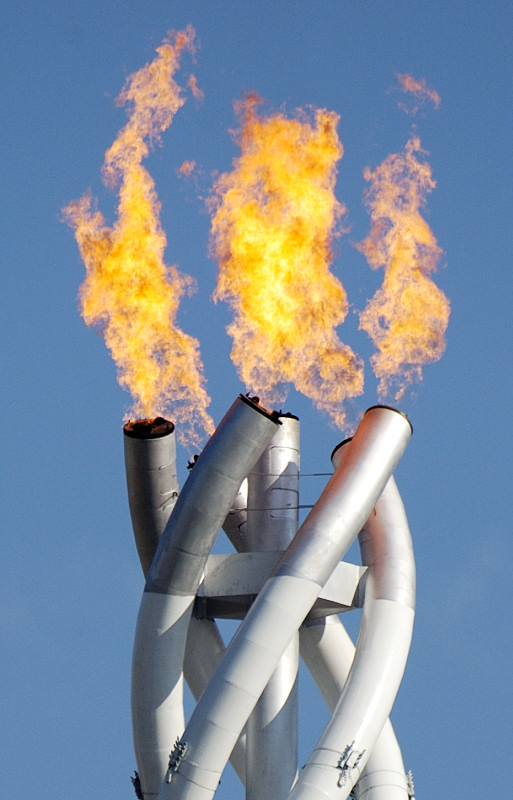
Brandende vlam

- Op de eerste dag van het schaatstoernooi was er meteen zilver voor Sven Kramer op de 5000 meter. Kramer en Carl Verheijen moesten vlak na de tweede dweil als eerste van de favorieten een tijd neerzetten. Kramer kwam in een vlakke race tot 6:16.40. Deze tijd werd in de rit erna door Chad Hedrick verbeterd. Hedrick kwam in zijn race tegen Bob de Jong tot 6:14.68, wat later de winnende tijd bleek te zijn. Verheijen zag zijn derde plaats en eventuele bronzen medaille nog verloren gaan in de laatste race aan de Italiaan Enrico Fabris.
- De eerste afstand voor de dames was de 3000 meter. Ireen Wüst kwam net als Kramer de dag ervoor als eerste van de favorieten aan de beurt. In een vlakke race brak ze haar eigen baanrecord, 4:02.43. Twee ritten later kwamen Renate Groenewold en Cindy Klassen op het ijs. Ze lagen enige tijd voor op het schema van Wüst, maar konden dit uiteindelijk in het tweede deel van de race niet volhouden. Groenewold kwam in 4:03.48 over de streep vlak voor Klassen (4:04.37). Deze tijden bleken uiteindelijk goed genoeg voor zilver en brons. De andere Nederlandse, Moniek Kleinsman, eindigde als 17e, wat als gevolg had dat Gretha Smit niet mocht starten op de 5000 meter.
- Op de 500 meter shorttrack kon Liesbeth Mau Asam niet voor een verrassing zorgen. Ze eindigde als derde en laatste in haar heat waarvan de eerste twee doorgingen. De heren op de 1500 meter presteerden naar behoren. Niels Kerstholt bereikte de B-finale door in zijn eerste heat onder anderen Apolo Anton Ohno achter zich te houden. In de halve finale kon hij niet bij de eerste twee komen, waardoor hij in de B-finale streed om de zevende plaats, uiteindelijk werd hij 11e. Cees Juffermans kwalificeerde zich eveneens voor de halve finale en had daarin goede kansen. Nadat Apolo Anton Ohno zichzelf vloerde lag Juffermans tweede en op koers voor de finale, totdat hij door de Belg Pieter Gysel uit balans werd gebracht. De Belg werd gediskwalificeerd en Juffermans zou de finale mogen rijden, ware het niet dat hij na zijn val zijn race niet uitreed.
- Dag drie bracht in de vroege ochtend al een succesje voor Nederland toen Cheryl Maas zich op de halfpipe direct wist te plaatsen voor de finale van het evenement. Een plaats bij de eerste zes was vereist voor die finale. De Amerikaanse boardsters waren een klasse apart en bezetten de eerste drie plaatsen. Cheryl Maas was "the best of the rest" en ging daarom als vierde door naar de finale. In die finale kon ze de zenuwen echter niet de baas en ging ze in beide runs al bij de eerste sprong in de fout door op de rand van de halfpipe te landen met een elfde plaats als eindresultaat.
- Diezelfde dag ging er veel mis voor de Nederlanders op de 500 meter. Jan Bos reed slechts de zestiende tijd in de eerste run, Simon Kuipers was niet bestand tegen de druk en Beorn Nijenhuis kreeg te maken met materiaalpech. Alleen Erben Wennemars kon enigszins meekomen door op 0,12 van het brons te eindigen. In de tweede omloop reed hij echter te fanatiek en waren zijn medaillekansen verkeken en ging zelfs Jan Bos hem nog voorbij als beste Nederlander. Ook Kuipers en Nijenhuis verbeterden zich in de tweede run, maar maakten geen kans in het klassement.
- Een dag later was het de beurt aan de vrouwen op de kortste schaatsafstand. Voor Nederland kwamen Sanne van der Star, Annette Gerritsen en Marianne Timmer aan de start. Gerritsen en Van der Star presteerden naar hun kwaliteiten en eindigden respectievelijk op de 12e en 14e plaats. Voor Marianne Timmer liep de afstand uit op een grote teleurstelling nadat zij na twee valse starts, volgens velen overigens onterecht, werd gediskwalificeerd.
- Bij het schaatstoernooi stond er een nieuw onderdeel op het programma, de ploegenachtervolging. De Nederlandse vrouwen hadden de pech dat zij na de kwalificatie in de kwartfinale direct op favoriet Duitsland, de uiteindelijke winnaars stuitten. De Nederlandse vrouwen werden dan ook uitgeschakeld en werden uiteindelijk zesde. Bij de mannen was Nederland de regerend wereldkampioen en topfavoriet. Voor Rintje Ritsma was het de laatste kans op een gouden olympische medaille. In de kwartfinale versloeg Nederland het team van Rusland. In de halve finale trof Nederland het team van Italië, dat verrassend Amerika had uitgeschakeld. Nederland ging van start met Carl Verheijen, Sven Kramer en Erben Wennemars en lag al snel ruim voor. Gedurende de race kwamen de Italianen dichterbij en leek het een spel van honderdsten te worden totdat Kramer in een bocht op een blokje stapte en Verheijen in zijn val meenam. Nederland wist zich in de troostfinale te herpakken en toch nog brons te winnen in een confrontatie met Noorwegen.
- Niels Kerstholt kwam op 15 februari in actie op de 1000 meter shorttrack. Hij startte in de zevende en laatste serie en nam het onder anderen wederom op tegen Apolo Anton Ohno. Kerstholt kwam tijdens een inhaalpoging in contact met de Rus Mikhail Rajine en werd voor zijn actie gediskwalificeerd.
- De tweede week van het schaatstoernooi begon met de 1000 meter voor de mannen. De grote favoriet Shani Davis zette in de twee-na-laatste rit een zeer scherpe tijd neer van 1:08.89, vooral door een zeer sterk laatste rondje. In de laatste rit reden de Nederlanders Bos en Wennemars tegen elkaar. Bos lag tot 600 meter voor op het schema van Davis. Hij moest echter de laatste buitenbocht lopen en Wennemars wist hem nog in te halen. Wennemars werd uiteindelijk derde met een tijd van 1:09.32, Bos eindigde uiteindelijk als vijfde. De twee andere Nederlandse deelnemers, Stefan Groothuis en Beorn Nijenhuis werden respectievelijk 8e en 12e.
- Liesbeth Mau Asam nam deel aan de 1500 meter shorttrack en kwam in de voorrondes in de tweede serie in actie. Hierin eindigde ze achter de Amerikaanse Allison Baver en Amanda Overland als derde en bereikte daarmee de halve finale. In die halve finale eindigde ze als laatste en mocht ze niet deelnemen aan de A- of B-finale.
- De Nederlandse tweemansbob van Arend Glas en Sybren Jansma stelde teleur door in de eerste run als 22e van de 29 sleeën te eindigen. Een lichte verbetering in de tweede run (de 20e tijd) zorgde ervoor dat na twee runs de 20e positie was bereikt. Op de tweede dag, in de derde en vierde run, presteerden ze met een 14e en 17e plaats een stuk beter, maar konden ze slechts klimmen naar de 19e plaats in het algemeen klassement.
- Een dag na de 1000 meter voor de mannen was het de beurt aan de vrouwen. Vooraf was de Duitse Anni Friesinger de favoriete, Ireen Wüst hoopte haar goud op de 3000 om te zetten in een nieuwe verrassing. Marianne Timmer wilde revanche nemen voor haar diskwalificatie op de 500 meter. Als eerste Nederlandse kwam wereldkampioene Barbara de Loor aan de start. Ze zette een scherpe tijd neer: 1:16.73; die haar uiteindelijk de zesde tijd opleverde. In de elfde rit zette Timmer met een zeer sterke slotronde een tijd neer van 1:16.05, op dat moment de snelste tijd, slechts 4 honderdsten sneller dan de tijd van de Canadese Cindy Klassen, die tot dan toe de snelste tijd had. Als laatste Nederlandse was Wüst aan de beurt. Zij kwam uiteindelijk tot een tijd van 1:16.39, op dat moment de derde tijd. In de laatste rit kwam Friesinger uiteindelijk 9 honderdsten te kort om Timmer te verslaan. Wüst zakte daardoor naar de vierde plaats, maar Timmer won acht jaar na haar gouden medailles tijdens de Olympische Spelen van Nagano opnieuw goud.
- Ilse Broeders en Jeannette Pennings zijn de eerste Nederlandse dames die mochten afdalen van de bobbaan. Halverwege de race sloegen zij echter over de kop en kwamen zij na een langdurige crash over de finish gegleden. De dames mankeerden niets, maar waren logischerwijs van de kaart. Zij zouden dan ook niet meer terugkeren voor de overige runs. Het andere Nederlandse team, Eline Jurg en Kitty van Haperen, werd door het voorval enigszins uit de concentratie gebracht, wat resulteerde in een 11e tijd, waar op een top 8-positie was ingezet. De tweede run ging zelfs nog iets slechter waarna een plaats werd gezakt. Met een 10e en 8e plaats op de tweede dag klommen ze uiteindelijk weer terug naar de 11e plaats, met slechts 4 honderdsten achter op plaats 10.
- Op de 1500 meter schaatsen voor mannen stelde Jan Bos teleur met slechts de 20e plaats, terwijl Sven Kramer niet verder kwam dan een 15e tijd. Simon Kuipers moest het in een rechtstreeks duel afleggen tegen Enrico Fabris, maar bezette wel de tweede plaats achter de Italiaan. In de daaropvolgende rit bereikte Erben Wennemars de derde positie achter Fabris en Kuipers. Uiteindelijk zouden Kuipers en Wennemars vierde en vijfde worden aangezien Shani Davis en Chad Hedrick hen nog voorbijgingen in de laatste ritten. Het goud was verrassend voor Fabris.
- Cees Juffermans en Liesbeth Mau Asam wisten zich te kwalificeren voor respectievelijk de kwartfinales op de 500 meter mannen en 1000 meter vrouwen in het shorttrack. Beiden werden enkele dagen later, toen de kwartfinales werden verreden uitgeschakeld in het voornamelijk Aziatische geweld.
- Alle vier de Nederlandse dames eindigden op de 1500 meter in de top 15. Marianne Timmer die de opengevallen plek van Wieteke Cramer mocht innemen vanwege haar goud op de 1000 meter kon haar vorm niet omzetten in een tweede medaille en eindigde op een 14e plaats. Paulien van Deutekom deed het net iets beter en kwam daardoor ook een plaatsje hoger uit. Renate Groenewold moest het onderspit delven in haar rit tegen de uiteindelijke zilverenmedaillewinnares Kristina Groves. Haar tijd van 1.59.33 was lang niet voldoende voor een medaille, maar was slechts de 9e tijd. Nadat Cindy Klassen met 1.47 seconden onder de tijd van Groves was gedoken, zette Ireen Wüst 1.56.90 op de klokken in de laatste rit, dit leverde haar een bronzen medaille op.
- Nicolien Sauerbreij wilde haar door een fout gewaxt board mislukte Spelen van vier jaar terug doen vergeten door een betere prestatie neer te zetten. Dit deed ze naar behoren toen ze zich als 12e bij de beste 16 wist te kwalificeren voor de knock-outfase. Hierin nam ze het op tegen de Duitse Amelie Kober. Kober viel in de eerste run en kreeg de maximale straf van 1.50 seconden achterstand in de tweede run. Sauerbreij ging “op safe” naar beneden en was stomverbaasd toen bleek dat Kober de achterstand had goed gemaakt en 3 honderdsten voor Sauerbreij over de eindstreep was gekomen. Sauerbreij was uitgeschakeld en Kober zou uiteindelijk de zilveren medaille winnen.
- Arend Glas startte met zijn bemanning in de viermansbob beter dan eerder in de tweemansbob en eindigde in de eerste run op de 12e plaats van de 26 gestarte sleeën. De tweede run ging echter iets minder, met een 16e plaats in zowel de run als het klassement als gevolg. De derde run leverde opnieuw een 16e positie op, terwijl de vierde en laatste run opnieuw een 12e plaats was. In het klassement veranderde er echter niets en eindigden ze steevast op de 16e plaats.
- De laatste Nederlandse medailles werden behaald op de 10.000 meter schaatsen. Bob de Jong, de eerste Nederlander die op het ijs verscheen, reed een zeer vlakke race en kwam uit op een scherpe tijd van 13.01.57, waar de overige favorieten, onder wie Sven Kramer, de grootste moeite mee hadden. Kramer blies zichzelf op en kwam er totaal niet aan te pas, wat hem een teleurstellende zevende plaats opleverde. Niemand kwam aan de tijd van De Jong, totdat in de laatste rit Chad Hedrick en Carl Verheijen op het ijs verschenen. Hedrick nam direct de leiding en reed onder de tijd van De Jong. Verheijen nam bewust een plaats in de achterhoede om van daaruit naar de kop van de wedstrijd toe te rijden. Halverwege de race kon Hedrick het tempo van De Jong echter niet volgen en liep zijn achterstand meer en meer op. Inmiddels was Verheijen met zijn opmars bezig naar Hedrick. Toen ze naast elkaar reden gooide de Amerikaan er een verwoestende versnelling uit en stelde daarmee zijn zilveren medaille veilig. Het brons was voor Verheijen en het goud voor Bob de Jong.
- Het olympisch schaatstoernooi werd afgesloten met de 5000 meter voor vrouwen. Gretha Smit hoopte nog op een startbewijs wanneer een van de andere deelneemsters zou afvallen. Het leidde tot ruzie in de ploeg en een omkoopschandaal, maar geen startplek. Alleen Anni Friesinger startte niet, maar zij kon worden vervangen door haar landgenote Lucille Opitz. Derhalve was Renate Groenewold de eerste Nederlandse die in actie kwam. Net als op de 1500 meter moest Groenewold het in een rechtstreeks duel afleggen tegen Kristina Groves. Ze haalde daarmee een negende plaats. Carien Kleibeuker was te veel afgeleid door het gedoe rond Smit en haalde bij haar debuut op de spelen een teleurstellende tiende plaats. Het goud ging verrassend naar Clara Hughes die de onderlinge strijd van Claudia Pechstein won en in de laatste ronde de tijd van landgenote Cindy Klassen klopte.

### Nederlandse medailles
| Medaille   | Winnaar                                       | Onderdeel                        |
| ---------- | --------------------------------------------- | -------------------------------- |
| Goud (3)   | Ireen Wüst                                    | schaatsen - 3000 meter           |
| Goud (3)   | Marianne Timmer                               | schaatsen - 1000 meter           |
| Goud (3)   | Bob de Jong                                   | schaatsen - 10.000 meter         |
| Zilver (2) | Renate Groenewold                             | schaatsen - 3000 meter           |
| Zilver (2) | Sven Kramer                                   | schaatsen - 5000 meter           |
| Brons (4)  | Ireen Wüst                                    | schaatsen - 1500 meter           |
| Brons (4)  | Erben Wennemars                               | schaatsen - 1000 meter           |
| Brons (4)  | Carl Verheijen                                | schaatsen - 10.000 meter         |
| Brons (4)  | Verheijen, Wennemars, Kramer, Tuitert, Ritsma | schaatsen - ploegenachtervolging |

## Sluitingsceremonie
De sluitingsceremonie werd gedomineerd door het populaire Italiaanse gemaskerde festival Carnevale. Buiten de optredende artiesten in vele verschillende kostuums en diverse optochten werden maskers en rode neuzen uitgedeeld aan het publiek en aan de atleten.
In het stadion werden de medaillewinnaars van de 50 kilometer langlaufen dat eerder die dag gehouden was gehuldigd. Alsof het van tevoren gepland was werd het evenement gewonnen door de Italiaan Giorgio Di Centa en werd derhalve het Italiaans volkslied in het stadion gespeeld. Enkele minuten later volgde het volkslied opnieuw, als officieel onderdeel van het programma.
Nadat de vlaggendragers van de landen, met Bart Veldkamp voor België en Rintje Ritsma voor Nederland, het stadion binnengekomen waren, kwamen alle nog aanwezige atleten het stadion binnengelopen. Feestend namen de atleten afscheid van het publiek en de kijkers, waarna de show op spectaculaire wijze werd voortgezet.
De olympische vlag werd overgedragen aan Vancouver, waar de Olympische Winterspelen 2010 worden georganiseerd. Het Canadees volkslied werd gezongen door operazanger Ben Heppner. Tijdens de speeches gedurende deze overdracht sprong er uit het niets een onbekende man in beeld en riep iets in de microfoon. Hij werd echter zeer snel weer afgevoerd. Ten slotte werd de show afgesloten met een muzikaal optreden van onder anderen Avril Lavigne en Ricky Martin.

## Disciplines
Tijdens de Olympische Winterspelen van 2006 werd er gesport in zes takken van sport. In vijftien disciplines stonden 84 onderdelen op het programma.
| Sport        | Discipline         | Onderdelen                          | Onderdelen                        | Onderdelen                        | Onderdelen                                | Onderdelen                                | Onderdelen                                        |
| ------------ | ------------------ | ----------------------------------- | --------------------------------- | --------------------------------- | ----------------------------------------- | ----------------------------------------- | ------------------------------------------------- |
| Biatlon      | Biatlon            | 10 km (m) 7,5 km (v)                | 12,5 km (m) 10 km (v)             | 15 km (m) 12,5 km (v)             | 20 km (m) 15 km (v)                       | 4x 7,5 km (m) 4x 6 km (v)                 | 4x 7,5 km (m) 4x 6 km (v)                         |
| Curling      | Curling            | mannen                              | vrouwen                           | vrouwen                           | vrouwen                                   | vrouwen                                   | vrouwen                                           |
| Schaatssport | Kunstrijden        | mannen                              | vrouwen                           | paren                             | ijsdansen                                 | ijsdansen                                 | ijsdansen                                         |
| Schaatssport | Schaatsen          | 500 m (m) 500 m (v)                 | 1000 m (m) 1000 m (v)             | 1500 m (m) 1500 m (v)             | 5000 m (m) 3000 m (v)                     | 10.000 m (m) 5000 m (v)                   | ploegenachtervolging (m) ploegenachtervolging (v) |
| Schaatssport | Shorttrack         | 500 m (m) 500 m (v)                 | 1000 m (m) 1000 m (v)             | 1500 m (m) 1500 m (v)             | 5000 m aflossing (m) 3000 m aflossing (v) | 5000 m aflossing (m) 3000 m aflossing (v) | 5000 m aflossing (m) 3000 m aflossing (v)         |
| Skisport     | Alpineskiën        | afdaling (m) afdaling (v)           | slalom (m) slalom (v)             | reuzenslalom (m) reuzenslalom (v) | super-g (m) super-g (v)                   | combinatie (m) combinatie (v)             | combinatie (m) combinatie (v)                     |
| Skisport     | Freestyleskiën     | aerials (m) aerials (v)             | moguls (m) moguls (v)             | moguls (m) moguls (v)             | moguls (m) moguls (v)                     | moguls (m) moguls (v)                     | moguls (m) moguls (v)                             |
| Skisport     | Langlaufen         | 1,5 km sprint (m) 1,5 km sprint (v) | team sprint (m) team sprint (v)   | 15 km (m) 10 km (v)               | 30 km (m) 15 km (v)                       | 50 km (m) 30 km (v)                       | 4x10 km (m) 4x5 km (v)                            |
| Skisport     | Noordse combinatie | sprint (m)                          | individueel (m)                   | team (m)                          | team (m)                                  | team (m)                                  | team (m)                                          |
| Skisport     | Schansspringen     | K90 m (m)                           | K120 m (m)                        | K120 m team (m)                   | K120 m team (m)                           | K120 m team (m)                           | K120 m team (m)                                   |
| Skisport     | Snowboarden        | halfpipe (m) halfpipe (v)           | reuzenslalom (m) reuzenslalom (v) | cross (m) cross (v)               | cross (m) cross (v)                       | cross (m) cross (v)                       | cross (m) cross (v)                               |
| Sleesport    | Bobsleeën          | 2-mansbob (m)                       | 4-mansbob (m)                     | 2-mansbob (v)                     | 2-mansbob (v)                             | 2-mansbob (v)                             | 2-mansbob (v)                                     |
| Sleesport    | Rodelen            | 1-persoons (m)                      | 2-persoons (m)                    | 1-persoons (v)                    | 1-persoons (v)                            | 1-persoons (v)                            | 1-persoons (v)                                    |
| Sleesport    | Skeleton           | 1-persoons (m)                      | 1-persoons (v)                    | 1-persoons (v)                    | 1-persoons (v)                            | 1-persoons (v)                            | 1-persoons (v)                                    |
| IJshockey    | IJshockey          | mannen                              | vrouwen                           | vrouwen                           | vrouwen                                   | vrouwen                                   | vrouwen                                           |

### Mutaties
| Sport       | Nieuw                                             | Verdwenen (t.o.v. 2002) | Wijzigingen/Opmerkingen |
| ----------- | ------------------------------------------------- | ----------------------- | ----------------------- |
| Biatlon     | 15 km (m) 12,5 km (v)                             |                         | Nu 10 onderdelen        |
| Schaatsen   | ploegenachtervolging (m) ploegenachtervolging (v) |                         | Nu 12 onderdelen        |
| Snowboarden | cross (m) cross (v)                               |                         | Nu 6 onderdelen         |
|             | 6                                                 | 0                       | 0                       |

## Medaillespiegel

### Landen
Er werden 252 medailles uitgereikt. Duitsland werd met zowel de meeste gouden medailles als met het meeste totaal aantal medailles de onbetwiste winnaar van de Winterspelen in Turijn. Vooral Noorwegen en Finland stelden teleur door voor die landen gezien nauwelijks medailles te pakken. De medailles die ze uiteindelijk pakten waren slechts in twee gevallen (beiden Noorwegen) goed voor goud. Mede hierdoor eindigden deze gerenommeerde wintersportlanden achter Nederland in de medaillespiegel. Oostenrijk viel op door een ongekende prestatie van 23 medailles. Nederland deelde de tiende plaats met Frankrijk, een ander wintersportland van naam.
Het IOC stelt officieel geen medailleklassement op, maar geeft desondanks een medailletabel ter informatie. In het klassement wordt eerst gekeken naar het aantal gouden medailles, vervolgens de zilveren medailles en tot slot de bronzen medailles.
In de volgende tabel staat de top 10. Het gastland heeft een blauwe achtergrond en het grootste aantal medailles in elke categorie is vetgedrukt.
Zie de medaillespiegel van de Olympische Winterspelen 2006 voor de volledige weergave.
| Plaats | Land             | NOC | Goud | Zilver | Brons | Totaal |
| ------ | ---------------- | --- | ---- | ------ | ----- | ------ |
| 1      | Duitsland        | GER | 11   | 12     | 6     | 29     |
| 2      | Verenigde Staten | USA | 9    | 9      | 7     | 25     |
| 3      | Oostenrijk       | AUT | 9    | 7      | 7     | 23     |
| 4      | Rusland          | RUS | 8    | 6      | 8     | 22     |
| 5      | Canada           | CAN | 7    | 10     | 7     | 24     |
| 6      | Zweden           | SWE | 7    | 2      | 5     | 14     |
| 7      | Zuid-Korea       | KOR | 6    | 3      | 2     | 11     |
| 8      | Zwitserland      | SUI | 5    | 4      | 5     | 14     |
| 9      | Italië           | ITA | 5    | 0      | 6     | 11     |
| 10     | Frankrijk        | FRA | 3    | 2      | 4     | 9      |
| 10     | Nederland        | NED | 3    | 2      | 4     | 9      |

### Atleten
Met vijf medailles mag Cindy Klassen zich degene noemen die het meeste eremetaal tijdens de Winterspelen van Turijn wist te winnen. Aangezien Klassen van haar vijf medailles er slechts één in het goud wist te behalen komen zowel de koning als de koningin van de Spelen uit Zuid-Korea. Shorttracker Ahn Hyun-soo was de best presterende atleet en daarmee tevens de best presterende man met driemaal goud en eenmaal brons. Bij de vrouwen won zijn land- en sportgenote Jin Sun-yu driemaal goud, iets wat geen enkele andere vrouw kon evenaren. De derde en laatste sporter die drie gouden medailles mee in zijn koffer nam was de Duitser Michael Greis. Hieronder staat de top 10 van de medaillespiegel voor atleten.
| rang | sporter               | land | goud | zilver | brons | totaal |
| ---- | --------------------- | ---- | ---- | ------ | ----- | ------ |
| 1    | Ahn Hyun-soo          | KOR  | 3    | 0      | 1     | 4      |
| 2    | Michael Greis         | GER  | 3    | 0      | 0     | 3      |
|      | Jin Sun-yu            | KOR  | 3    | 0      | 0     | 3      |
| 4    | Felix Gottwald        | AUT  | 2    | 1      | 0     | 3      |
| 5    | Enrico Fabris         | ITA  | 2    | 0      | 1     | 3      |
|      | Sven Fischer          | GER  | 2    | 0      | 1     | 3      |
| 7    | Giorgio Di Centa      | ITA  | 2    | 0      | 0     | 2      |
|      | Michaela Dorfmeister  | AUT  | 2    | 0      | 0     | 2      |
|      | Svetlana Isjmoeratova | RUS  | 2    | 0      | 0     | 2      |
|      | Kevin Kuske           | GER  | 2    | 0      | 0     | 2      |
|      | André Lange           | GER  | 2    | 0      | 0     | 2      |
|      | Björn Lind            | SWE  | 2    | 0      | 0     | 2      |
|      | Benjamin Raich        | AUT  | 2    | 0      | 0     | 2      |
|      | Kristina Šmigun       | EST  | 2    | 0      | 0     | 2      |

Voor een uitgebreidere medaillespiegel zie Medaillespiegel van de Olympische Winterspelen 2006

## Deelnemende landen

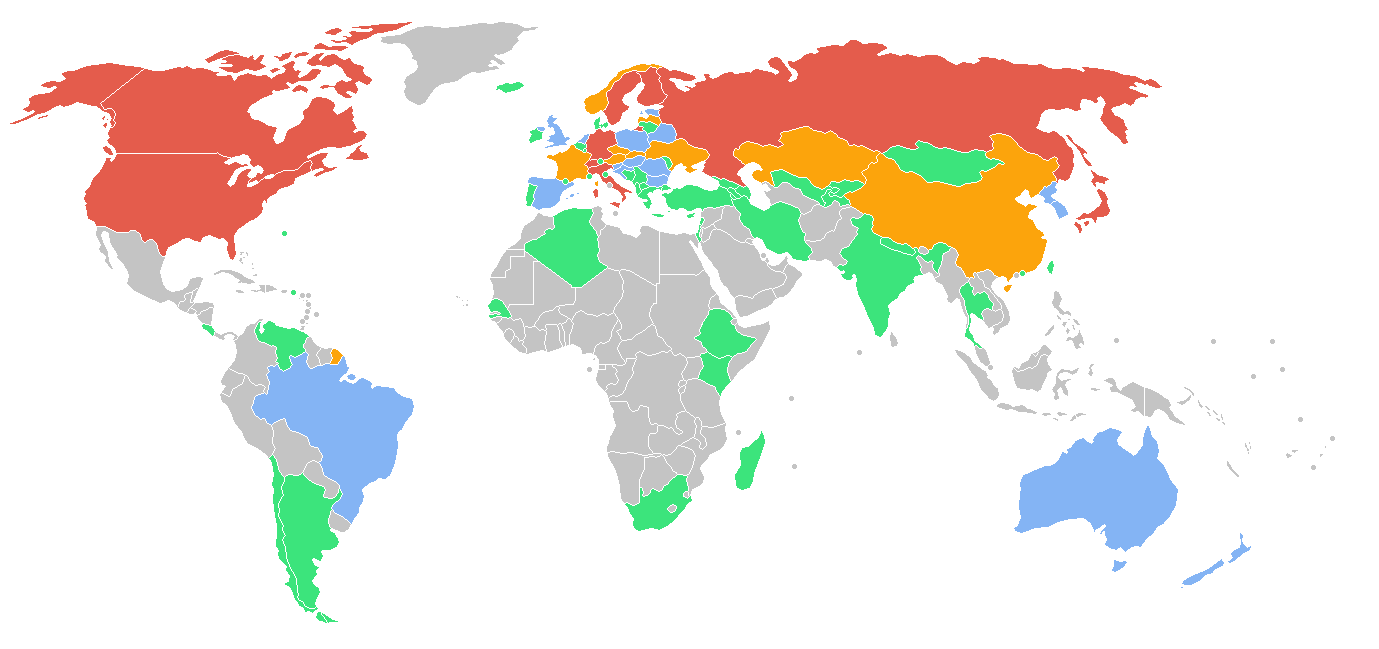
Deelnemende landen. Groen: minder dan 10, blauw: 10-49, oranje: 50-99 en rood: meer dan 100 atleten.

Een recordaantal van 80 landen nam deel aan de Spelen. Dit waren er drie meer dan bij de vorige editie. Albanië, Ethiopië en Madagaskar debuteerden. Algerije, Costa Rica, Luxemburg, Noord-Korea, Portugal en Senegal maakten hun rentree. Ten opzichte van de vorige editie ontbraken Fiji, Jamaica, Kameroen, Mexico, Puerto Rico en Trinidad en Tobago.
Het getal achter het land geeft aan hoeveel sporters namens dat land meededen.